# Baeksang Arts Awards de 2014
A 50ª cerimônia anual do Baeksang Arts Awards foi realizada em 27 de maio de 2014, no Grande Salão da Paz da Universidade Kyung Hee. A cerimônia transmitida pela emissora por assinatura JTBC, foi apresentada pelo comediante Shin Dong-yup e pela atriz Kim Ah-joong.
Os indicados foram anunciados em 27 de abril de 2014, por meio de seu site oficial. The Attorney liderou as categorias relacionadas a cinema com oito indicações e a série Reply 1994 liderou as categorias relacionadas à televisão com nove indicações. As maiores honras da noite, o Grande Prêmio (Daesang), foram concedidas na categoria cinema ao ator Song Kang-ho, que estrelou The Attorney e na categoria televisão a atriz Jun Ji-hyun, que estrelou My Love from the Star. As produções The Attorney e My Love from the Star receberam o maior número de prêmios da cerimônia, com três prêmios cada um. O ator Kim Soo-hyun foi o indivíduo mais premiado da cerimônia, vencendo nas categorias relacionadas a cinema, os prêmios de Melhor Ator Revelação e Ator Mais Popular por Secretly, Greatly e nas categorias relacionadas a televisão, o prêmio de Ator Mais Popular por My Love from the Star.

## Vencedores e indicados
Lista completa de indicados e vencedores (este último indicado em negrito)

### Cinema
| Grande Prêmio | Grande Prêmio |
| --- | --- |
| Song Kang-ho - The Attorney | |
| Melhor Filme | Melhor Diretor |
| - The Attorney - The Face Reader - Hope - Snowpiercer - The Terror Live | - Bong Joon-ho – Snowpiercer - Hong Sang-soo – Our Sunhi - Cho Ui-seok, Kim Byeong-seo – Cold Eyes - Kim Byung-woo – The Terror Live - Lee Joon-ik – Hope                                                                       |
| Melhor Diretor Revelação | Melhor Roteiro |
| - Yang Woo-suk – The Attorney - Ha Jung-woo – Fasten Your Seatbelt - Huh Jung – Hide and Seek - Lee Jong-pil – Born to Sing - Um Tae-hwa – Ingtoogi: The Battle of Internet Trolls                                                                                  | - Kim Ji-hye, Jo Joong-hoon – Hope - Huh Jung – Hide and Seek - Kim Byung-woo – The Terror Live - Shin Dong-ik, Hong Yun-jeong, Dong Hee-seon – Miss Granny - Yang Woo-suk, Yoon Hyun-ho – The Attorney                         |
| Melhor Ator | Melhor Atriz |
| - Sol Kyung-gu – Hope como Im Dong-hoon - Ha Jung-woo – The Terror Live como Yoon Young-hwa - Jung Woo-sung – Cold Eyes como James - Son Hyun-joo – Hide and Seek como Sung-soo - Song Kang-ho – The Attorney como Song Woo-seok                                    | - Shim Eun-kyung – Miss Granny como Oh Doo-ri - Jeon Do-yeon – Way Back Home como Song Jeong-yeon - Kim Hee-ae – Thread of Lies como Hyun-sook - Moon Jung-hee – Hide and Seek como Joo-hee - Uhm Ji-won – Hope como Kim Mi-hee |
| Melhor Ator Coadjuvante | Melhor Atriz Coadjuvante |
| - Lee Jung-jae – The Face Reader como Grande Príncipe Suyang - Jo Sung-ha – The Suspect como Kim Seok-ho - Kim Eui-sung – The Face Reader como Han Myung-hoi - Kwak Do-won – The Attorney como Cha Dong-young - Lee Geung-young – Venus Talk como Seong-jae         | - Jin Kyung – Cold Eyes como Chefe de departamento Lee - Go Ah-sung – Snowpiercer como Yona - Kim Young-ae – The Attorney como Choi Soon-ae - Ra Mi-ran – Hope como mãe de Young-seok - Ye Ji-won – Our Sunhi como Joo-hyun     |
| Melhor Ator Revelação | Melhor Atriz Revelação |
| - Kim Soo-hyun – Secretly, Greatly como Won Ryu-hwan/Bang Dong-gu - Kim Woo-bin – Friend: The Great Legacy como Choi Sung-hoon - Lee Joon – Rough Play como Oh Young - Yeo Jin-goo – Hwayi: A Monster Boy como Hwa-yi - Yim Si-wan – The Attorney como Park Jin-woo | - Kim Hyang-gi – Thread of Lies como Cheon-ji - Lee Jae-hye – The Russian Novel como Jae-hye - Lee Re – Hope como Im So-won - Park Ji-soo – Mai Ratima como Mai Ratima - Sun Joo-ah – Pluto como Kang Mi-ra                     |
| Ator Mais Popular | Atriz Mais Popular |
| - Kim Soo-hyun – Secretly, Greatly como Won Ryu-hwan/Bang Dong-gu | - Kwon Yuri – No Breathing como Jung-eun |

### Filmes com múltiplas indicações
| Indicações | Filme             |
| ---------- | ----------------- |
| 8          | The Attorney      |
| 7          | Hope              |
| 4          | Hide and Seek     |
| 4          | The Terror Live   |
| 3          | Cold Eyes         |
| 3          | Snowpiercer       |
| 3          | The Face Reader   |
| 2          | Miss Granny       |
| 2          | Our Sunhi         |
| 2          | Secretly, Greatly |

### Filmes com múltiplos prêmios
| Prêmios | Filme             |
| ------- | ----------------- |
| 3       | The Attorney      |
| 2       | Hope              |
| 2       | Secretly, Greatly |

### Televisão
| Grande Prêmio | Melhor Drama |
| --- | --- |
| - Jun Ji-hyun - My Love from the Star | - Good Doctor (KBS2) - I Can Hear Your Voice (SBS) - My Love from the Star (SBS) - Reply 1994 (tvN) - Secret Love Affair (JTBC) |
| Melhor Programa Educacional | Melhor Programa de Entretenimento |
| - Unanswered Questions (그것이 알고싶다) (SBS) - Food X-Files (먹거리 X파일) (Channel A) - Physics of Light (빛의 물리학) (EBS) - Parent vs. Student's Parent (SBS) - Ssulzun (JTBC)                                                                         | - Grandpas Over Flowers (tvN) - Hidden Singer (JTBC) - Immortal Songs (KBS) - Real Man (MBC) - The Return of Superman (KBS2) |
| Melhor Diretor | Melhor Roteiro |
| - Ahn Pan-seok – Secret Love Affair - Jang Tae-yoo – My Love from the Star - Jo Soo-won – I Can Hear Your Voice - Ki Min-soo – Good Doctor - Shin Won-ho – Reply 1994                                                                                        | - Jung Sung-joo – Secret Love Affair - Ha Myung-hee – One Warm Word - Park Ji-eun – My Love from the Star - Kim Ji-woo – Don't Look Back: The Legend of Orpheus - Lee Woo-jung – Reply 1994                                                                     |
| Melhor Ator | Melhor Atriz |
| - Cho Jae-hyun – Jeong Do-jeon como Jeong Do-jeon - Joo Won – Good Doctor como Park Shi-on - Kim Soo-hyun – My Love from the Star como Do Min-joon - Lee Jong-suk – I Can Hear Your Voice como Park Soo-ha - Yoo Ah-in – Secret Love Affair como Lee Sun-jae | - Lee Bo-young – I Can Hear Your Voice como Jang Hye-sung - Go Ara – Reply 1994 como Sung Na-jung - Jun Ji-hyun – My Love from the Star como Cheon Song-yi - Kim Hye-soo – The Queen of Office como Senhora Kim - Kim Ji-soo – One Warm Word como Song Mi-kyung |
| Melhor Ator Revelação | Melhor Atriz Revelação |
| - Jung Woo – Reply 1994 como "Sseureki" (Lixo) - Baro – God's Gift: 14 Days como Ki Young-kyu - Choi Jin-hyuk – Gu Family Book como Gu Wol-ryung - Kim Sung-kyun – Reply 1994 como "Samcheonpo" - Park Seo-joon – One Warm Word como Song Min-soo            | - Baek Jin-hee – Empress Ki como Danashri - Han Groo – One Warm Word como Na Eun-young - Kyung Soo-jin – Eunhui como Kim Eun-hee - Min Do-hee – Reply 1994 como Jo Yoon-jin - Son Yeo-eun – Thrice Married Woman como Han Chae-rin                              |
| Ator Mais Popular | Atriz Mais Popular |
| - Kim Soo-hyun – My Love from the Star como Do Min-joon | - Park Shin-hye – The Heirs como Cha Eun-sang |
| Melhor Artista de Variedades - Masculino | Melhor Artista de Variedades - Feminino |
| - Shin Dong-yup – Witch Hunt - Kim Gu-ra – Radio Star - Kim Sung-joo – Dad! Where Are We Going? - You Hee-yeol – Saturday Night Live Korea - Jun Hyun-moo – Hidden Singer                                                                                    | - Kim Young-hee – Gag Concert - Kim Ji-min - Gag Concert - Park Mi-sun – Quiz to Change the World - Park Ji-yoon – Gourmet Road - Lee Young-ja – Hello Counselor                                                                                                |
| Melhor Trilha Sonora Original | |
| • Lyn – "My Destiny" – My Love from the Star • Ailee – "Tears Stole the Heart" – Secret Love • Lee Chang-min – "Moment" – The Heirs • Roy Kim – "Seoul, Here" – Reply 1994 • Sung Si-kyung – "To You" – Reply 1994                                           | |

### Programas com múltiplas indicações
| Indicações         | Programa de Televisão |
| ------------------ | --------------------- |
| 9                  | Reply 1994            |
| 8                  | My Love from the Star |
| 4                  | I Can Hear Your Voice |
| One Warm Word      |                       |
| Secret Love Affair |                       |
| 3                  | Good Doctor           |
| 2                  | Gag Concert           |
| 2                  | The Heirs             |

### Programas com múltiplos prêmios
| Prêmios | Programas de Televisão |
| ------- | ---------------------- |
| 3       | My Love from the Star  |
| 2       | Secret Love Affair     |

### Outros prêmios
| Prêmios                | Beneficiáro            |
| ---------------------- | ---------------------- |
| Fashionista Award      | Yim Si-wan, Kim Hee-ae |
| Prêmio Fashion InStyle | Jun Ji-hyun            |